# Suiping
Suiping (chinesisch 遂平县, Pinyin Suípíng Xiàn) ist ein Kreis in der Provinz Henan der Volksrepublik China, der zum Verwaltungsgebiet der bezirksfreien Stadt Zhumadian gehört. Suiping hat eine Fläche von 1.071 km² und zählt 431.700 Einwohner (Stand: Ende 2018). Sein Hauptort ist die Großgemeinde Quyang (灈阳镇).
Die ehemalige Satelliten-Volkskommune im Cuoya-Gebirge (Cuoya shan weixing renmin gongshe jiuzhi 嵖岈山卫星人民公社旧址) der Jahre 1958–1983 – eine der ersten chinesischen Volkskommunen – steht seit 2006 auf der Liste der Denkmäler der Volksrepublik China (6-989).